# Traianos Dellas
Traianos Dellas (grč. Τραϊανός Δέλλας) (Solun, 31. siječnja 1976.) je grčki nogometaš koji je igrao na poziciji središnjeg obrambenog igrača. Bio je član trofejne grčke reprezentacije koja je 2004. osvojila naslov europskog prvaka. S grčkom reprezentacijom je osvojio europski naslov na Europskom prvenstvu u Portugalu 2004. Na tom turniru će ostati upamćen po srebrnom pogotku protiv Češke u prvom poluvremenu polufinalne utakmice. Tim pogotkom Grčka je pobijedila s 1:0 te se plasirala u finale.

## Klupska karijera

### Aris Solun
Dellas je karijeru započeo u omladinskom pogonu Arisa za koji je zaigrao i kasnije kao senior. S klubom se uspio kvalificirati u Kup UEFA. U klubu je igrao s Fanisom Katergiannakisom s kojim će 2004. osvojiti europski reprezentativni naslov.

### Panserraikos
U ljeto 2005. Dellas je poslan na jednogodišnju posudbu u Panserraikos.

### Sheffield United
Nakon posudbe u Panserraikosu, Traianos Dellas je sezonu 1996./97. odigrao u Arisu nakon čega prelazi u engleski Sheffield United. Navijači kluba su ga zapamtili po sjajnoj igri na utakmici protiv Tranmere Roversa u ožujku 1999. Na njoj je Sheffield United gubio s 2:0, nakon čega je u igru uveden Dellas koji je postigao dva pogotka, a Sheffield je u konačnici pobijedio s 3:2. Također, i protiv Portsmoutha je postigao pogodak i to s udaljenosti od 40 jardi.

### AEK Atena
Nakon dvije godine provedene u Engleskoj, Dellas se vraća u Grčku gdje s atenskim AEK-om 2000. osvaja kup i drugo mjesto u prvenstvu.

### Perugia
Provevši dvije sezone u AEK-u, Dellas prelazi u talijansku Perugiju. Igrač u tom klubu nije bio u prvoj momčadi zbog neslaganja s klubom (zbog igračeva ugovora). Odigrao je svega 8 utakmica, dok u posljednjih 6 mjeseci sezone 2001./02. uopće nije ulazio u igru.

### AS Roma
Nakon što je napustio Perugiju, Dellasa je u svoje redove dovela AS Roma u koju je 2002. stigao kao slobodan igrač. Nakon što je trener Fabio Capello otišao u Juventus, Dellas je počeo igrati kao standardni igrač a njegove igre su bile izvanredne. Imao je i "čast" da jedino njega te Francesca Tottija i Vincenza Montellu navijači Rome nisu vrijeđali na treninzima i utakmicama tokom Romine katastrofalne sezone 2004./05. 
Nakon što završetkom sezone nije uspio obnoviti ugovor, Dellas je postao slobodan igrač te osam mjeseci nije igrao zbog ozljede leđa što mu je onemogućilo da realizira neki transfer.

### AEK Atena
Dellas se u ljeto 2005. vratio u Grčku gdje je potpisao s atenskim AEK-om gdje je igrao s bivšim suigračem i dobrim prijateljem Demisom Nikolaidisom. S klubom je potpisao dvogodišnji ugovor koji je u lipnju 2007. produžen za još dvije godine. U to vrijeme bio je kapetan kluba a suigrači su mu bili Pantelis Kafes i Rivaldo.
23. srpnja 2008. igrač i klub su sporazumno raskinuli ugovor nakon što se nisu uspjeli dogovoriti o novim uvjetima.

### Anorthosis Famagusta
Igrač dan nakon raskida s AEK-om prelazi u ciparski Anorthosis iz Famaguste s kojim potpisuje dvogodišnji ugovor. Dellas je pomogao momčadi koja se u sezoni 2008./09. plasirala u Ligu prvaka gdje se natjecala u skupini s milanskim Interom i Panathinaikosom.

### AEK Atena
Dellas po treći puta odlazi u atenski AEK za koji je 5. lipnja 2010. potpisao jednogodišnji ugovor s mogućnošću produljenja ugovora završetkom sezone. Igrač je 12. prosinca 2010. postigao prvenstveni pogodak za AEK nakon dvije godine odsutnosti iz Grčke.

## Reprezentativna karijera
Dellas je za Grčku debitirao 2001. na prijateljskoj utakmici protiv Hrvatske u Varaždinu. Bio je važan član grčke reprezentacije, odnosno njene obrane, što je pridonijelo da Grčka 2004. postane novi europski prvak. Također, Dellas je uvršten i u All-Star momčad turnira.
Na polufinalnoj utakmici EURO-a 2004. igranoj između Grčke i Češke na stadionu Estádio do Dragão u Portu, Dellas je postigao srebrni pogodak koji je u konačnici odveo Grčku u finale. Izbornik Otto Rehhagel veoma ga je cijenio zbog dobrih igara na turniru te mu dao nadimak Kolos s otoka Roda koji se i danas koristi u grčkim medijima.
Završetkom Eura Dellas je i dalje bio središnji igrač grčke obrane, ali je propustio osam mjeseci u 2005. godini zbog ozljed leđa. Njegova odsutnost bila je jedan od glavnih čimbenika zbog čega se Grčka nije kvalificirala na Svjetsko prvenstvo 2006. u Njemačkoj. Dvije godine kasnije, Grčka se zajedno s Dellasom kao reprezentativcem kvalificirala na EURO u Austriji i Švicarskoj. Također, igrač je sudjelovao i u kvalifikacijskim utakmicama za SP 2010. u Južnoj Africi, ali nakon pobjede nad Izraelom 1. travnja 2009. više nije zvan u reprezentaciju.

## Privatni život
Traianos Dellas je u braku s grčkom manekenkom Gogo Mastrokosta s kojom se oženio 11. rujna 2008. Zajedno imaju kćer.

## Osvojeni trofeji

### Klupski trofeji
| Klub      | Natjecanje | Godina |
| Grčka     | Grčka      | Grčka  |
| --------- | ---------- | ------ |
| AEK Atena | Grčki kup  | 2000.  |

### Reprezentativni trofej
| Portugal   | Portugal |
| Natjecanje | Trofej   |
| ---------- | -------- |
| EURO 04'   | Zlato    |

### Individualni trofeji
| !Nagrada                 | Godina |
| ------------------------ | ------ |
| Najbolji sastav EURO 04' | 2004.  |

## Vanjske poveznice
- TraianosDellas.gr  Arhivirana inačica izvorne stranice od 4. srpnja 2007. (Wayback Machine)
- National Football Teams